# Cervione
Cervione (en cors Cervioni) és un municipi cors, situat a la regió de Còrsega, al departament d'Alta Còrsega. L'any 1999 tenia 1.452 habitants.

## Demografia
| 1962  | 1968  | 1975  | 1982  | 1990  | 1999  |
| ----- | ----- | ----- | ----- | ----- | ----- |
| 1.100 | 1.400 | 1.450 | 1.254 | 1.334 | 1.452 |

## Llista d'alcaldes
- Des de 2008: Nicolai Marc-Antoine
- 1995-2008: Nicolai Pierre Louis
- 1977-1995: Lovisi Ange
- 1967-1977: Filippi Antoine
- 1967: Pescetti Jean louis
- 1962-1967: Filippi Antoine
- 1945-1962: Maggiani Félix
- 1944-1945: Pinelli Jean
- 1935-1944: Casalta Martin
- 1930-1935: Benelli Georges
- 1930: Mannoni Lucien
- 1929-1930: Mannoni Nicolas
- 1925-1929: Général Pollachi
- 1919-1925: Astima Martin
- 1912-1919: Vadi Pierre
- 1910-1912: Grassi Alexandre
- 1905-1910: Astima Jean-Saint